# Anapleus cyclonotus
Anapleus cyclonotus är en skalbaggsart som först beskrevs av Lewis 1892.  Anapleus cyclonotus ingår i släktet Anapleus och familjen stumpbaggar. Inga underarter finns listade i Catalogue of Life.